# Spanische Badmintonmeisterschaft 2007
Die Spanische Meisterschaft 2007 im Badminton war die 26. Auflage der spanischen Titelkämpfe im Badminton. Sie fanden in Alicante vom 11. bis zum 13. Mai 2007 statt.

## Sieger und Platzierte
| Disziplin    | Gold                                 | Silber                                | Bronze                                |
| ------------ | ------------------------------------ | ------------------------------------- | ------------------------------------- |
| Herreneinzel | Pablo Abián                          | José Antonio Crespo                   | Nicolás Escartín                      |
| Herreneinzel | Pablo Abián                          | José Antonio Crespo                   | Arturo Ruiz López                     |
| Dameneinzel  | Lucía Tavera                         | Silvia Riera                          | Carolina Chan Chan                    |
| Dameneinzel  | Lucía Tavera                         | Silvia Riera                          | Laura Molina                          |
| Herrendoppel | José Antonio Crespo Nicolás Escartín | Carlos Longo Rafael Fernández Arteaga | David Leal Martinez Eliecer Ojeda     |
| Herrendoppel | José Antonio Crespo Nicolás Escartín | Carlos Longo Rafael Fernández Arteaga | Antonio Casquero Mario Gonzalez Muñoz |
| Damendoppel  | Inmaculada Aparicio Anabel Cháfer    | Patricia Pérez Silvia Riera           | Dolores Marco Maria Marquez Diaz      |
| Damendoppel  | Inmaculada Aparicio Anabel Cháfer    | Patricia Pérez Silvia Riera           | Ana Ferrer Sandra Chirlaque           |
| Mixed        | Dolores Marco Sergio Llopis          | Paula Rodriguez Luis Calvo            | Laura Molina Rafael Fernandez Arteaga |
| Mixed        | Dolores Marco Sergio Llopis          | Paula Rodriguez Luis Calvo            | Ana Ferrer Javier Cardos              |

## Finalresultate
| Disziplin    | Sieger                               | Finalist                              | Ergebnis            |
| ------------ | ------------------------------------ | ------------------------------------- | ------------------- |
| Herreneinzel | Pablo Abián                          | José Antonio Crespo                   | 21–10, 21–16        |
| Dameneinzel  | Lucía Tavera                         | Silvia Riera                          | 21–11, 21–15        |
| Herrendoppel | Nicolás Escartín José Antonio Crespo | Carlos Longo Rafael Fernández Arteaga | 21–18, 21–18        |
| Damendoppel  | Anabel Cháfer Inmaculada Aparicio    | Patricia Pérez Silvia Riera           | 12–21, 21–19, 21–19 |
| Mixed        | Sergio Llopis Dolores Marco          | Luis Calvo Paula Rodríguez            | 21–19, 21–8         |